# Kostel svaté Alžběty (Vídeň)
Kostel svaté Alžběty nebo též alžbětinský kostel ve Vídni (německy Elisabethinenkirche hl. Elisabeth Wien) je kostel při klášteře a nemocnici sv. Alžběty (Krankenhaus St. Elisabeth) ve 3. vídeňské městském okrese Landstraße na ulici Landstraßer Hauptstraße 4a.

## Historie

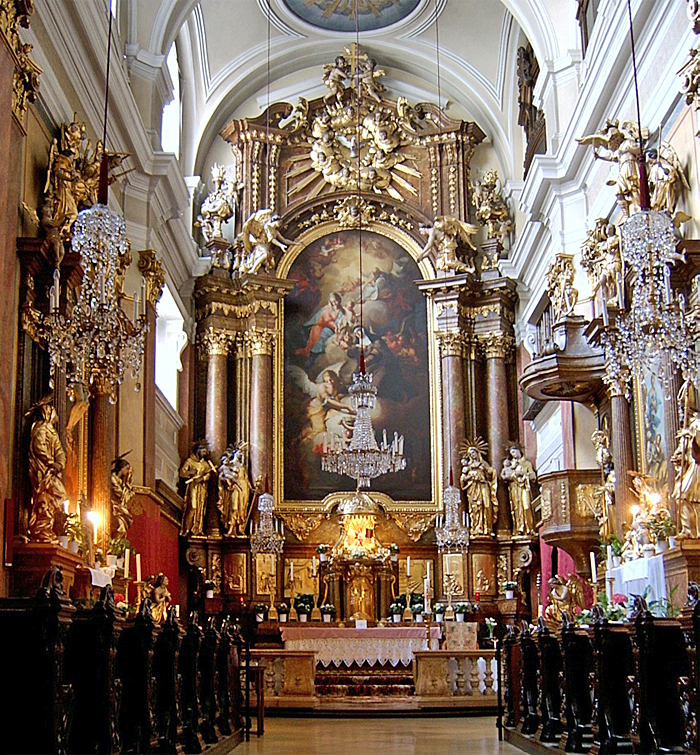
Interiér kostela

V roce 1710 byl při přestavbě Bartolottiovských domů s podporou císařské rodiny postaven také malý dřevěný kostelík, vysvěcený v roce 1711. V roce 1718 byl postaven také špitál podle plánu stavitele Franze Jänggla. Při povodních v roce 1741 byl kostel zničen a v roce 1743 proběhly následné přestavby kláštera a výstavba nového kostela architektem Franzem Antonem Pilgramem. Hlavním donátorem výstavby byl primas uherský, kníže-arcibiskup Imre Esterházy de Galántha. Kostel byl v hrubé stavbě dokončen roku 1748. Vysvěcen byl roku 1749, v témže roce zde byla otevřena lékárna za pomoci císařovny Marie Terezie.

## Špitální kaple
V nemocničním křídle postaveném stavitelem Josefem Eyseltem v letech 1834 až 1836 se nachází pravoúhlá kaple s valenou klenbou s kupolí a galerií v nazarenském stylu.